# Tombe dei giganti della provincia di Nuoro
Le tombe dei giganti della provincia di Nuoro:

## Tombe dei giganti
| Nome                                           | Comune      | Coordinate           | Mappa |
| ---------------------------------------------- | ----------- | -------------------- | ----- |
| tomba dei giganti di Abbagadda                 | Atzara      | 39.95826°N 9.0179°E  | Mappa |
| tomba dei giganti di Corrizzola                | Birori      | 40.24361°N 8.85202°E | Mappa |
| tomba dei giganti di Lassia                    | Birori      | 40.25852°N 8.81493°E | Mappa |
| tomba dei giganti di Loches                    | Birori      | 40.24297°N 8.80007°E | Mappa |
| tomba dei giganti di Miuddu                    | Birori      | 40.26733°N 8.82488°E | Mappa |
| tomba dei giganti di Noazza I                  | Birori      | 40.26136°N 8.81514°E | Mappa |
| tomba dei giganti di Noazza II                 | Birori      | 40.25865°N 8.81421°E | Mappa |
| tomba dei giganti di Nuscadore                 | Birori      | 40.27092°N 8.81511°E | Mappa |
| tomba dei giganti di Padru Lassia              | Birori      | 40.25426°N 8.81729°E | Mappa |
| tomba dei giganti di Palatu                    | Birori      | 40.26736°N 8.81422°E | Mappa |
| tomba dei giganti di Pedra Oddetta             | Birori      | 40.25472°N 8.8293°E  | Mappa |
| tomba dei giganti di sa Perda 'e s'Altare I    | Birori      | 40.23738°N 8.85853°E | Mappa |
| tomba dei giganti di sa Perda 'e s'Altare II   | Birori      | 40.23778°N 8.85801°E | Mappa |
| tomba dei giganti di Sarbogadas I              | Birori      | 40.24579°N 8.80881°E | Mappa |
| tomba dei giganti di Sarbogadas II             | Birori      | 40.245°N 8.8111°E    | Mappa |
| tomba dei giganti di Sarbogadas III            | Birori      | 40.25217°N 8.81154°E | Mappa |
| tomba dei giganti di Serbine                   | Birori      | 40.23755°N 8.82619°E | Mappa |
| tomba dei giganti di Ascusogliu                | Bitti       | 40.46934°N 9.39957°E | Mappa |
| tomba dei giganti di Guore                     | Bitti       | 40.50901°N 9.36117°E | Mappa |
| tomba dei giganti di Maindreu                  | Bitti       | 40.48339°N 9.45512°E | Mappa |
| tomba dei giganti di Nitossila                 | Bitti       | 40.55119°N 9.35822°E | Mappa |
| tomba dei giganti di Ortai                     | Bitti       | 40.54579°N 9.39377°E | Mappa |
| tomba dei giganti di sa Pathata                | Bitti       | 40.51373°N 9.33038°E | Mappa |
| tomba dei giganti di Solle                     | Bitti       | 40.55995°N 9.34568°E | Mappa |
| tomba dei giganti di su Pranu                  | Bitti       | 40.49345°N 9.42201°E | Mappa |
| tomba dei giganti di Tuturchi                  | Bitti       | 40.52591°N 9.36755°E | Mappa |
| tomba dei giganti di Mascarida                 | Bolotana    | 40.33783°N 8.97258°E | Mappa |
| tomba dei giganti di Santu Asili               | Bolotana    | 40.31529°N 8.93571°E | Mappa |
| tomba dei giganti di Tittiriola                | Bolotana    | 40.37255°N 8.89718°E | Mappa |
| tomba dei giganti di Tulio                     | Bolotana    | 40.29657°N 8.96031°E | Mappa |
| tomba dei giganti di Achileddu I               | Borore      | 40.22593°N 8.84523°E | Mappa |
| tomba dei giganti di Achileddu II              | Borore      | 40.22567°N 8.8448°E  | Mappa |
| tomba dei giganti di Giuanne Pedraghe          | Borore      | 40.19937°N 8.7614°E  | Mappa |
| tomba dei giganti di Imbertighe                | Borore      | 40.20813°N 8.80658°E | Mappa |
| tomba dei giganti di sa Matta 'e sa Ide        | Borore      | 40.23199°N 8.81414°E | Mappa |
| tomba dei giganti di sa Pedra Longa            | Borore      | 40.20339°N 8.79122°E | Mappa |
| tomba dei giganti di Santu Bainzu              | Borore      | 40.21844°N 8.8325°E  | Mappa |
| tomba dei giganti di sos Contones              | Borore      | 40.18704°N 8.74466°E | Mappa |
| tomba dei giganti di su Norbanu                | Borore      | 40.21792°N 8.77208°E | Mappa |
| tomba dei giganti di Uore                      | Borore      | 40.21544°N 8.77687°E | Mappa |
| tomba dei giganti di Sereddis                  | Bortigali   | 40.26144°N 8.88174°E | Mappa |
| tomba dei giganti di Teriani                   | Bortigali   | 40.28028°N 8.84519°E | Mappa |
| tomba dei giganti di Biriddo                   | Dorgali     | 40.34047°N 9.54599°E | Mappa |
| tomba dei giganti di Biristeddi I              | Dorgali     | 40.33718°N 9.55163°E | Mappa |
| tomba dei giganti di Biristeddi II             | Dorgali     | 40.33692°N 9.55121°E | Mappa |
| tomba dei giganti di Biristeddi III            | Dorgali     | 40.33885°N 9.55234°E | Mappa |
| tomba dei giganti di Colovrai                  | Dorgali     | 40.38851°N 9.45397°E | Mappa |
| tomba dei giganti di Donnicoro                 | Dorgali     | 40.20887°N 9.48811°E | Mappa |
| tomba dei giganti di Donnicoro II              | Dorgali     | 40.20889°N 9.48791°E | Mappa |
| tomba dei giganti di Finiodda                  | Dorgali     | 40.25621°N 9.52967°E | Mappa |
| tomba dei giganti di Fruncudunue I             | Dorgali     | 40.34876°N 9.53656°E | Mappa |
| tomba dei giganti di Fruncudunue II            | Dorgali     | 40.34705°N 9.53639°E | Mappa |
| tomba dei giganti di Ghivine I                 | Dorgali     | 40.22274°N 9.56949°E | Mappa |
| tomba dei giganti di Ghivine II                | Dorgali     | 40.22311°N 9.5697°E  | Mappa |
| tomba dei giganti di Iriai                     | Dorgali     | 40.30673°N 9.55391°E | Mappa |
| tomba dei giganti di Lottoni                   | Dorgali     | 40.38851°N 9.48135°E | Mappa |
| tomba dei giganti di Lottoniddo                | Dorgali     | 40.32872°N 9.51546°E | Mappa |
| tomba dei giganti di Mannu                     | Dorgali     | 40.25946°N 9.62018°E | Mappa |
| tomba dei giganti di Matta 'e Sole             | Dorgali     | 40.39199°N 9.47046°E | Mappa |
| tomba dei giganti di Muristene I               | Dorgali     | 40.31681°N 9.5384°E  | Mappa |
| tomba dei giganti di Muristene II              | Dorgali     | 40.31556°N 9.53637°E | Mappa |
| tomba dei giganti di Nastallai                 | Dorgali     | 40.31445°N 9.52425°E | Mappa |
| tomba dei giganti di Poddinosa                 | Dorgali     | 40.30402°N 9.53113°E | Mappa |
| tomba dei giganti di Pranos I                  | Dorgali     | 40.26518°N 9.61666°E | Mappa |
| tomba dei giganti di Pranos II                 | Dorgali     | 40.26458°N 9.61911°E | Mappa |
| tomba dei giganti di Predu 'e Ponte            | Dorgali     | 40.33556°N 9.58673°E | Mappa |
| tomba dei giganti di Riu Mortu                 | Dorgali     | 40.2807°N 9.5627°E   | Mappa |
| tomba dei giganti di s'Abba Noa I              | Dorgali     | 40.33039°N 9.52563°E | Mappa |
| tomba dei giganti di s'Abba Noa II             | Dorgali     | 40.33101°N 9.52704°E | Mappa |
| tomba dei giganti di San Nicola I              | Dorgali     | 40.31723°N 9.52762°E | Mappa |
| tomba dei giganti di San Nicola II             | Dorgali     | 40.31715°N 9.52761°E | Mappa |
| tomba dei giganti di San Nicola III            | Dorgali     | 40.31718°N 9.52779°E | Mappa |
| tomba dei giganti di s'Arvara                  | Dorgali     | 40.32249°N 9.51638°E | Mappa |
| tomba dei giganti di Seddas de Sarviti         | Dorgali     | 40.24049°N 9.52281°E | Mappa |
| tomba dei giganti di s'Ena de Thomes           | Dorgali     | 40.379°N 9.5153°E    | Mappa |
| tomba dei giganti di s'Ena Iloghe              | Dorgali     | 40.32289°N 9.52177°E | Mappa |
| tomba dei giganti di Serra Orrios I            | Dorgali     | 40.33466°N 9.53584°E | Mappa |
| tomba dei giganti di Serra Orrios II           | Dorgali     | 40.33514°N 9.53635°E | Mappa |
| tomba dei giganti di s'Ischina 'e su Re        | Dorgali     | 40.28601°N 9.63534°E | Mappa |
| tomba dei giganti di su Barcu I                | Dorgali     | 40.33122°N 9.65289°E | Mappa |
| tomba dei giganti di su Barcu II               | Dorgali     | 40.33144°N 9.65264°E | Mappa |
| tomba dei giganti di su Sueredu                | Dorgali     | 40.3805°N 9.42755°E  | Mappa |
| tomba dei giganti di s'Ulumu                   | Dorgali     | 40.30777°N 9.53201°E | Mappa |
| tomba dei giganti di Tinnias                   | Dorgali     | 40.35564°N 9.51146°E | Mappa |
| tomba dei giganti di Zorza I                   | Dorgali     | 40.31208°N 9.62191°E | Mappa |
| tomba dei giganti di Zorza II                  | Dorgali     | 40.31242°N 9.62215°E | Mappa |
| tomba dei giganti di Cubas I                   | Dualchi     | 40.24556°N 8.87453°E | Mappa |
| tomba dei giganti di Cubas II                  | Dualchi     | 40.24671°N 8.88048°E | Mappa |
| tomba dei giganti di Cubas III                 | Dualchi     | 40.24654°N 8.87983°E | Mappa |
| tomba dei giganti di Frenugarzu                | Dualchi     | 40.24065°N 8.86467°E | Mappa |
| tomba dei giganti di Pedras Ladas              | Dualchi     | 40.23561°N 8.88231°E | Mappa |
| tomba dei giganti di Pirizzada I               | Dualchi     | 40.24594°N 8.89706°E | Mappa |
| tomba dei giganti di Pirizzada II              | Dualchi     | 40.24542°N 8.89656°E | Mappa |
| tomba dei giganti di Putzu Iu                  | Dualchi     | 40.23524°N 8.86367°E | Mappa |
| tomba dei giganti di Uana                      | Dualchi     | 40.23171°N 8.87262°E | Mappa |
| tomba dei giganti di Bidistili                 | Fonni       | 40.15473°N 9.27359°E | Mappa |
| tomba dei giganti di Donurtei                  | Fonni       | 40.07818°N 9.26302°E | Mappa |
| tomba dei giganti di Dronnoro                  | Fonni       | 40.1337°N 9.26567°E  | Mappa |
| tomba dei giganti di Giogu Mattu               | Fonni       | 40.08582°N 9.24054°E | Mappa |
| tomba dei giganti di is Pintores               | Fonni       | 40.06393°N 9.24179°E | Mappa |
| tomba dei giganti di Madau I                   | Fonni       | 40.12051°N 9.3318°E  | Mappa |
| tomba dei giganti di Madau II                  | Fonni       | 40.12072°N 9.33137°E | Mappa |
| tomba dei giganti di Madau III                 | Fonni       | 40.12063°N 9.33112°E | Mappa |
| tomba dei giganti di Madau IV                  | Fonni       | 40.12002°N 9.33094°E | Mappa |
| tomba dei giganti di Madau V                   | Fonni       | 40.12122°N 9.32659°E | Mappa |
| tomba dei giganti di Mastala                   | Fonni       | 40.11298°N 9.30675°E | Mappa |
| tomba dei giganti di Nodu Mereu                | Fonni       | 40.0815°N 9.23758°E  | Mappa |
| tomba dei giganti di Padru Ebbas               | Fonni       | 40.15873°N 9.28309°E | Mappa |
| tomba dei giganti di sa Viuda                  | Fonni       | 40.13526°N 9.29508°E | Mappa |
| tomba dei giganti di sa Viuda II               | Fonni       | 40.14103°N 9.29947°E | Mappa |
| tomba dei giganti di sa Viuda III              | Fonni       | 40.13634°N 9.29881°E | Mappa |
| tomba dei giganti di San Michele Orrui I       | Fonni       | 40.1275°N 9.22517°E  | Mappa |
| tomba dei giganti di San Michele Orrui II      | Fonni       | 40.12772°N 9.22737°E | Mappa |
| tomba dei giganti di Sedda Balloi              | Fonni       | 40.15306°N 9.2974°E  | Mappa |
| tomba dei giganti di su Molimentu              | Fonni       | 40.12976°N 9.32472°E | Mappa |
| tomba dei giganti di Talesso                   | Fonni       | 40.09754°N 9.26429°E | Mappa |
| tomba dei giganti di Tanca Manna I             | Fonni       | 40.11691°N 9.27442°E | Mappa |
| tomba dei giganti di Gollei Lupu               | Galtellì    | 40.39779°N 9.58129°E | Mappa |
| tomba dei giganti di Orruele                   | Galtellì    | 40.41163°N 9.55336°E | Mappa |
| tomba dei giganti di Lidana                    | Gavoi       | 40.17277°N 9.26909°E | Mappa |
| tomba dei giganti di Pedras Fittas             | Gavoi       | 40.10536°N 9.2113°E  | Mappa |
| tomba dei giganti di Alinoe                    | Irgoli      | 40.46559°N 9.66292°E | Mappa |
| tomba dei giganti di Isoe                      | Irgoli      | 40.47075°N 9.67539°E | Mappa |
| tomba dei giganti di Monte Cuccuru             | Irgoli      | 40.44815°N 9.61503°E | Mappa |
| tomba dei giganti di Othieri                   | Irgoli      | 40.45578°N 9.62673°E | Mappa |
| tomba dei giganti di Pauleddas                 | Irgoli      | 40.50291°N 9.62372°E | Mappa |
| tomba dei giganti di sa Granatedda             | Irgoli      | 40.42032°N 9.64189°E | Mappa |
| tomba dei giganti di sa Jacca de Othieri       | Irgoli      | 40.45774°N 9.62626°E | Mappa |
| tomba dei giganti di sa Mendula                | Irgoli      | 40.46838°N 9.59215°E | Mappa |
| tomba dei giganti di Sant'Andria               | Irgoli      | 40.48708°N 9.71216°E | Mappa |
| tomba dei giganti di Santu Miali               | Irgoli      | 40.41°N 9.6344°E     | Mappa |
| tomba dei giganti di s'Armulatha               | Irgoli      | 40.44396°N 9.61984°E | Mappa |
| tomba dei giganti di sas Arenas                | Irgoli      | 40.43409°N 9.64844°E | Mappa |
| tomba dei giganti di sos Ediles                | Irgoli      | 40.4643°N 9.67028°E  | Mappa |
| tomba dei giganti di Cubadda                   | Lei         | 40.28829°N 8.94347°E | Mappa |
| tomba dei giganti di s'Ena Tunda               | Loculi      | 40.43247°N 9.55388°E | Mappa |
| tomba dei giganti di Araene                    | Lodè        | 40.57884°N 9.56404°E | Mappa |
| tomba dei giganti di Pirelca                   | Lodè        | 40.63421°N 9.55677°E | Mappa |
| tomba dei giganti di sas Melas                 | Lodè        | 40.58185°N 9.5229°E  | Mappa |
| tomba dei giganti di sas Seddas I              | Lodè        | 40.54393°N 9.55558°E | Mappa |
| tomba dei giganti di sas Seddas II             | Lodè        | 40.54479°N 9.55593°E | Mappa |
| tomba dei giganti di sas Seddas III            | Lodè        | 40.54169°N 9.55439°E | Mappa |
| tomba dei giganti di Thorra                    | Lodè        | 40.56386°N 9.50419°E | Mappa |
| tomba dei giganti di su Gardosu                | Lodine      | 40.14407°N 9.23236°E | Mappa |
| tomba dei giganti di Colovros                  | Lula        | 40.40667°N 9.51267°E | Mappa |
| tomba dei giganti di Puzzittu                  | Lula        | 40.39962°N 9.49533°E | Mappa |
| tomba dei giganti di Castigadu                 | Macomer     | 40.24381°N 8.78056°E | Mappa |
| tomba dei giganti di Chentu Istradas           | Macomer     | 40.32644°N 8.76307°E | Mappa |
| tomba dei giganti di Edrosu                    | Macomer     | 40.32668°N 8.77328°E | Mappa |
| tomba dei giganti di Figuranchida              | Macomer     | 40.22986°N 8.74518°E | Mappa |
| tomba dei giganti di Ispadazzu                 | Macomer     | 40.25295°N 8.72786°E | Mappa |
| tomba dei giganti di Lavredu                   | Macomer     | 40.25569°N 8.78233°E | Mappa |
| tomba dei giganti di Monte Muradu              | Macomer     | 40.29366°N 8.77508°E | Mappa |
| tomba dei giganti di Puttu 'e Oes              | Macomer     | 40.23699°N 8.79251°E | Mappa |
| tomba dei giganti di sa Pattada                | Macomer     | 40.24907°N 8.71575°E | Mappa |
| tomba dei giganti di Santa Barbara             | Macomer     | 40.2776°N 8.78288°E  | Mappa |
| tomba dei giganti di sas Giagas                | Macomer     | 40.28857°N 8.7659°E  | Mappa |
| tomba dei giganti di Solene                    | Macomer     | 40.2277°N 8.72713°E  | Mappa |
| tomba dei giganti di su Cadelanu               | Macomer     | 40.32313°N 8.79191°E | Mappa |
| tomba dei giganti di su Gunventu               | Macomer     | 40.23998°N 8.76895°E | Mappa |
| tomba dei giganti di Tamuli I                  | Macomer     | 40.26088°N 8.71808°E | Mappa |
| tomba dei giganti di Tamuli II                 | Macomer     | 40.26122°N 8.71841°E | Mappa |
| tomba dei giganti di Tamuli III                | Macomer     | 40.2615°N 8.71885°E  | Mappa |
| tomba dei giganti di Maria Incantada           | Meana Sardo | 39.95418°N 9.08308°E | Mappa |
| tomba dei giganti di Carchinadas               | Noragugume  | 40.2397°N 8.92347°E  | Mappa |
| tomba dei giganti di su Cantaru                | Noragugume  | 40.22279°N 8.91849°E | Mappa |
| tomba dei giganti di Curtu                     | Nuoro       | 40.38746°N 9.30348°E | Mappa |
| tomba dei giganti di Noddule                   | Nuoro       | 40.38919°N 9.2864°E  | Mappa |
| tomba dei giganti di Annarigori                | Oliena      | 40.32803°N 9.43199°E | Mappa |
| tomba dei giganti di Fratale                   | Oliena      | 40.3203°N 9.50759°E  | Mappa |
| tomba dei giganti di Fratthale Sae sa Barracca | Oliena      | 40.31446°N 9.49585°E | Mappa |
| tomba dei giganti di Gollei I                  | Oliena      | 40.29642°N 9.50079°E | Mappa |
| tomba dei giganti di Gollei II                 | Oliena      | 40.29789°N 9.50217°E | Mappa |
| tomba dei giganti di Intermontes               | Oliena      | 40.32056°N 9.41925°E | Mappa |
| tomba dei giganti di Jumpadu                   | Oliena      | 40.31651°N 9.41564°E | Mappa |
| tomba dei giganti di Lanaittu                  | Oliena      | 40.25545°N 9.4875°E  | Mappa |
| tomba dei giganti di Preda Ruha                | Oliena      | 40.32104°N 9.47347°E | Mappa |
| tomba dei giganti di Sas de Mattu I            | Oliena      | 40.29294°N 9.51675°E | Mappa |
| tomba dei giganti di su Chercu                 | Oliena      | 40.31871°N 9.42295°E | Mappa |
| tomba dei giganti di su Vegliu                 | Oliena      | 40.30098°N 9.47799°E | Mappa |
| tomba dei giganti di Susune I                  | Oliena      | 40.2676°N 9.36044°E  | Mappa |
| tomba dei giganti di Susune II                 | Oliena      | 40.26727°N 9.36026°E | Mappa |
| tomba dei giganti di Sedile                    | Olzai       | 40.13607°N 9.0318°E  | Mappa |
| tomba dei giganti di s'Ena de sa Vacca         | Olzai       | 40.18118°N 9.02283°E | Mappa |
| tomba dei giganti di Iscra su Calzone          | Onanì       | 40.57594°N 9.49855°E | Mappa |
| tomba dei giganti di Orthiddai                 | Onanì       | 40.5462°N 9.48604°E  | Mappa |
| tomba dei giganti di San Bachisio              | Onanì       | 40.5151°N 9.47401°E  | Mappa |
| tomba dei giganti di Linnarta                  | Onifai      | 40.42064°N 9.70881°E | Mappa |
| tomba dei giganti di Gorae                     | Orani       | 40.27049°N 9.04269°E | Mappa |
| tomba dei giganti di Bentosu                   | Orgosolo    | 40.16415°N 9.36555°E | Mappa |
| tomba dei giganti di Dovilino                  | Orgosolo    | 40.16478°N 9.33056°E | Mappa |
| tomba dei giganti di Presethu Tortu I          | Orgosolo    | 40.17241°N 9.4776°E  | Mappa |
| tomba dei giganti di Presethu Tortu II         | Orgosolo    | 40.17321°N 9.47719°E | Mappa |
| tomba dei giganti di Presethu Tortu III        | Orgosolo    | 40.17315°N 9.4764°E  | Mappa |
| tomba dei giganti di Senepida                  | Orgosolo    | 40.13632°N 9.4398°E  | Mappa |
| tomba dei giganti di su Milhosu                | Orgosolo    | 40.13899°N 9.4365°E  | Mappa |
| tomba dei giganti di Nerelie                   | Orosei      | 40.39269°N 9.72026°E | Mappa |
| tomba dei giganti di sa Preda Rizza            | Orotelli    | 40.28687°N 9.12451°E | Mappa |
| tomba dei giganti di Ghenna de Juncu           | Ortueri     | 40.02196°N 8.95932°E | Mappa |
| tomba dei giganti di Masone Martine            | Ortueri     | 39.99566°N 8.9813°E  | Mappa |
| tomba dei giganti di Fila-fila                 | Orune       | 40.46097°N 9.29619°E | Mappa |
| tomba dei giganti di sa Raighina I             | Osidda      | 40.51767°N 9.27415°E | Mappa |
| tomba dei giganti di sa Raighina II            | Osidda      | 40.5187°N 9.27576°E  | Mappa |
| tomba dei giganti di Usanis                    | Osidda      | 40.51928°N 9.24114°E | Mappa |
| tomba dei giganti di Bidinnannari I            | Ottana      | 40.2497°N 9.06064°E  | Mappa |
| tomba dei giganti di Bidinnannari II           | Ottana      | 40.24944°N 9.05935°E | Mappa |
| tomba dei giganti di Bidinnannari III          | Ottana      | 40.24832°N 9.06034°E | Mappa |
| tomba dei giganti di Bidinnannari IV           | Ottana      | 40.24829°N 9.06057°E | Mappa |
| tomba dei giganti di Bigozzi                   | Ottana      | 40.22775°N 9.07081°E | Mappa |
| tomba dei giganti di Bittaleo I                | Ottana      | 40.19046°N 9.02713°E | Mappa |
| tomba dei giganti di Bittaleo II               | Ottana      | 40.18933°N 9.02532°E | Mappa |
| tomba dei giganti di Ereulas                   | Ottana      | 40.21181°N 9.02424°E | Mappa |
| tomba dei giganti di Isproghe                  | Ottana      | 40.21797°N 9.03701°E | Mappa |
| tomba dei giganti di Muntone                   | Ottana      | 40.25105°N 9.05312°E | Mappa |
| tomba dei giganti di Oloai                     | Ottana      | 40.23151°N 9.07301°E | Mappa |
| tomba dei giganti di sa Costa 'e su Cherchu    | Ottana      | 40.22087°N 9.05761°E | Mappa |
| tomba dei giganti di Sogolio                   | Ottana      | 40.25368°N 9.02314°E | Mappa |
| tomba dei giganti di Unena                     | Ottana      | 40.20898°N 9.02856°E | Mappa |
| tomba dei giganti di Zuncos                    | Ottana      | 40.21203°N 9.00811°E | Mappa |
| tomba dei giganti di Paule 'e Pedru            | Posada      | 40.62441°N 9.71822°E | Mappa |
| tomba dei giganti di Pilusinu                  | Posada      | 40.64697°N 9.6945°E  | Mappa |
| tomba dei giganti di Inuteu                    | Sarule      | 40.21331°N 9.1265°E  | Mappa |
| tomba dei giganti di s'Altare de Logula        | Sarule      | 40.21793°N 9.12028°E | Mappa |
| tomba dei giganti di s'Altare de Logula II     | Sarule      | 40.21838°N 9.12039°E | Mappa |
| tomba dei giganti di Taccu 'e Ticci I          | Seulo       | 39.8505°N 9.24406°E  | Mappa |
| tomba dei giganti di Taccu 'e Ticci II         | Seulo       | 39.85259°N 9.24389°E | Mappa |
| tomba dei giganti di Bolude                    | Silanus     | 40.24872°N 8.92358°E | Mappa |
| tomba dei giganti di Corbos                    | Silanus     | 40.25503°N 8.94367°E | Mappa |
| tomba dei giganti di Lucutei                   | Silanus     | 40.24773°N 8.94261°E | Mappa |
| tomba dei giganti di Murartu                   | Silanus     | 40.26526°N 8.87993°E | Mappa |
| tomba dei giganti di Orolio                    | Silanus     | 40.2938°N 8.90249°E  | Mappa |
| tomba dei giganti di Orreddo                   | Silanus     | 40.27091°N 8.94125°E | Mappa |
| tomba dei giganti di Pedra Pinta               | Silanus     | 40.26633°N 8.9376°E  | Mappa |
| tomba dei giganti di Pedras Doladas I          | Silanus     | 40.24762°N 8.92702°E | Mappa |
| tomba dei giganti di Pedras Doladas II         | Silanus     | 40.2468°N 8.9272°E   | Mappa |
| tomba dei giganti di Pedras Doladas III        | Silanus     | 40.24599°N 8.93116°E | Mappa |
| tomba dei giganti di Purgatoriu                | Silanus     | 40.25074°N 8.93908°E | Mappa |
| tomba dei giganti di sa Mura 'e Mesu           | Silanus     | 40.27057°N 8.93803°E | Mappa |
| tomba dei giganti di sa Mura Ruja              | Silanus     | 40.25268°N 8.94727°E | Mappa |
| tomba dei giganti di s'Abbaia                  | Silanus     | 40.25814°N 8.94713°E | Mappa |
| tomba dei giganti di Santa Sarbana I           | Silanus     | 40.27446°N 8.88628°E | Mappa |
| tomba dei giganti di Santa Sarbana II          | Silanus     | 40.27399°N 8.88636°E | Mappa |
| tomba dei giganti di Tutturighe                | Silanus     | 40.28065°N 8.93129°E | Mappa |
| tomba dei giganti di Zanchia                   | Silanus     | 40.26342°N 8.93093°E | Mappa |
| tomba dei giganti di Zoddoro                   | Silanus     | 40.26053°N 8.93623°E | Mappa |
| tomba dei giganti di Furrighesu                | Sindia      | 40.28923°N 8.62239°E | Mappa |
| tomba dei giganti di Nela                      | Sindia      | 40.27343°N 8.65077°E | Mappa |
| tomba dei giganti di sa Sedda 'e sa Cadrea     | Sindia      | 40.31683°N 8.69506°E | Mappa |
| tomba dei giganti di s'Ena 'e s'Olomo          | Sindia      | 40.3159°N 8.69585°E  | Mappa |
| tomba dei giganti di Serrese                   | Sindia      | 40.27179°N 8.6296°E  | Mappa |
| tomba dei giganti di San Giacomo               | Siniscola   | 40.52297°N 9.63058°E | Mappa |
| tomba dei giganti di sas Colovranas            | Siniscola   | 40.52378°N 9.63742°E | Mappa |
| tomba dei giganti di su Ittichinzu             | Siniscola   | 40.48891°N 9.72473°E | Mappa |
| tomba dei giganti di su Picante                | Siniscola   | 40.50513°N 9.74743°E | Mappa |
| tomba dei giganti di Cungiau 'e Tore           | Sorgono     | 40.02704°N 9.04671°E | Mappa |
| tomba dei giganti di Funtana Morta             | Sorgono     | 40.01144°N 9.0527°E  | Mappa |
| tomba dei giganti di Ghenna 'e Pranu           | Sorgono     | 40.00193°N 9.03048°E | Mappa |
| tomba dei giganti di Pastoreddu                | Sorgono     | 39.99625°N 9.10652°E | Mappa |
| tomba dei giganti di Santu Perdu               | Sorgono     | 40.02065°N 9.05466°E | Mappa |
| tomba dei giganti di Serrazzargiu              | Sorgono     | 39.9996°N 9.04011°E  | Mappa |
| tomba dei giganti di su Ebregargiu             | Sorgono     | 40.02124°N 9.03436°E | Mappa |
| tomba dei giganti di Talei                     | Sorgono     | 40.00771°N 9.04328°E | Mappa |
| tomba dei giganti di Trodolossai               | Sorgono     | 40.01879°N 9.07043°E | Mappa |
| tomba dei giganti di Atzadalai                 | Teti        | 40.10993°N 9.09184°E | Mappa |
| tomba dei giganti di s'Urbale                  | Teti        | 40.08989°N 9.11712°E | Mappa |
| tomba dei giganti di sa Menta                  | Torpè       | 40.63593°N 9.5836°E  | Mappa |
| tomba dei giganti di San Pietro                | Torpè       | 40.63747°N 9.6688°E  | Mappa |